# Tetraglochin cristatum
Tetraglochin cristatum là loài thực vật có hoa trong họ Hoa hồng. Loài này được (Britton) Rothm. miêu tả khoa học đầu tiên năm 1939.